# Técnica metamórfica
La técnica metamórfica o masaje metamórfico está considerado como una forma de pseudoterapia y es un tipo de masaje suave que se realiza en los pies, manos y cabeza, creado en los años sesenta por el naturópata británico Robert St. John.
Puede ser realizado por cualquier persona con un entrenamiento breve.
Se basa en la doctrina y los métodos de la reflexoterapia.

## Descripción
No reclama ningún poder curativo específico, sino que sostiene que el masaje ayuda a la persona a despertar la inteligencia sanadora interior innata y eliminar bloqueos profundos en el patrón energético del organismo (nota: el consenso científico afirma que no hay evidencia de tales «patrones de energía»). Sostiene que «de alguna manera» logra la resolución de patrones atascados, que serían la raíz de multitud de problemas en la salud de una persona.
La técnica metamórfica se centra en los meridianos de reflexoterapia de los pies, las manos y la cabeza que corresponden a la columna vertebral y, a su vez a la encarnación, la gestación y el nacimiento de la persona.